# 筑波大学附属駒場中学校・高等学校の人物一覧
筑波大学附属駒場中学校・高等学校の人物一覧は、筑波大学附属駒場中学校・高等学校（東京教育大学附属駒場中学校・高等学校を含む）に関係する人物の一覧記事。

## 教員
- 林久喜 - 元校長
- 坂根義久 - 元社会科教諭
- 小宮一浩 - 元音楽科教諭
- 町田健児 - 音楽科教諭

## 出身者

### 政界
- 赤沢亮正 - 経済再生担当大臣、衆議院議員、元国土交通官僚
- 小野次郎 - 元参議院議員、元内閣総理大臣秘書官、元警察官僚
- 笠井亮 - 衆議院議員
- 釜萢敏 - 参議院議員、日本医師会副会長
- 小池晃 - 参議院議員、日本共産党中央委員会書記局長
- 後藤茂之 - 元経済再生担当大臣、元厚生労働大臣、衆議院議員、元大蔵官僚
- 後藤田正純 - 徳島県知事、元衆議院議員
- 齋藤健 - 元経済産業大臣、元法務大臣、元農林水産大臣、衆議院議員、元埼玉県副知事、元通産官僚
- 島津幸男- 元周南市長
- 鈴木隼人 - 衆議院議員、元経産官僚
- 田村謙治 - 元衆議院議員、元財務官僚
- 葉梨康弘 - 衆議院議員、元警察官僚
- 平田辰一郎 - 衆議院議員、元通産官僚
- 細田博之 - 元衆議院議長、元通産官僚
- 山岸一生 - 衆議院議員、元朝日新聞記者
- 吉田圭秀 – 統合幕僚長、元陸上幕僚長

### 官界
- 秋元義孝 - 儀典長、駐オーストラリア大使、式部官長
- 有地浩 - 在インドネシア日本国大使館一等書記官、在フランス日本国大使館参事官
- 有馬裕 - 外務省北米局長
- 安藤俊英 - 外務省中東アフリカ局長
- 石川重明 - 茨城県警察本部長、神奈川県警察本部長、関東管区警察局長、長官官房長、警視総監
- 飯塚厚 - 日本郵政株式会社代表執行役副社長、元財務省関税局長
- 飯村豊 - 外務省経済協力局長、大臣官房長、駐インドネシア大使、駐フランス大使
- 遠藤和也 - 駐フィリピン大使
- 大西淳也 - 国税庁広島国税局長
- 大守隆 - アジア太平洋経済協力経済委員会議長、国立研究開発法人科学技術振興機構社会技術研究開発センター領域総括
- 岡田秀一 - 経済産業省商務情報政策局長、通商政策局長、経済産業審議官、日本電気副社長、石油資源開発社長
- 尾身茂 - 世界保健機関西太平洋地域事務局長
- 可部哲生 - 財務省理財局長、国税庁長官
- 川上尚貴 - 財務省大臣官房付
- 川辺英一郎 - 内閣官房内閣審議官兼領土・主権対策企画調整室長
- 瓦林康人 - 国土交通省総合政策局長
- 岸本武史 - 厚生労働省政策統括官、人事開発統括官、労働基準局長
- 北岡元 - 駐エディンバラ総領事、駐タジキスタン大使、駐エストニア大使
- 北野充 ‐ 駐アイルランド大使
- 國方俊男 - 駐デュッセルドルフ総領事、駐ホノルル総領事、駐チェコ日本大使、駐ノルウェー大使
- 倉田潤 - 兵庫県警察本部長、警察庁交通局長
- 栗生俊一 -官房副長官 、警察庁刑事局長、長官官房長、警察庁長官
- 黒田東彦 - 財務省国際金融局長、財務官、内閣官房参与、アジア開発銀行総裁、第31代日本銀行総裁
- 小瀧徹 - 駐エクアドル大使
- 小寺次郎 - 外務省国際情報統括官、欧州局長、駐サウジアラビア大使
- 斎藤徹郎 - 北海道開発庁事務次官
- 斉藤実 -  三重県警察本部長、神奈川県警察本部長、警視総監
- 坂井真樹 - 駐ミクロネシア連邦大使
- 清水信介 - 駐チュニジア大使
- 白石順一 - 環境省水・大気環境局長、総合環境政策局長、地球環境審議官、日本製薬工業協会理事長
- 杉山明 - 山形県警察本部長、儀典長、駐スリランカ大使
- 須田和博 - 総務省総合通信基盤局長、郵政行政局長
- 関博之 - 内閣府政策統括官（沖縄担当）、復興庁統括官、復興事務次官
- 鎌形浩史 - 環境省地球環境局長、大臣官房長、環境事務次官
- 髙瀨寧 - 駐リオデジャネイロ総領事、外務省中南米局長、駐メキシコ大使
- 髙田稔久 - 内閣府国際平和協力本部事務局長、駐ケニア大使、駐ニュージーランド大使
- 髙橋一郎 - 国土交通省海事局長、観光庁次長
- 瀧澤裕昭 - 岐阜県警察本部長、内閣情報官
- 武内良樹 - 経済協力開発機構事務次長、国際局長、財務官
- 竹歳誠 - 国土交通事務次官、内閣官房副長官、駐オーストリア兼駐マケドニア兼駐コソボ大使
- 岳野万里夫 - 証券取引等監視委員会事務局長
- 武本俊彦 - 農林水産政策研究所長、新潟食料農業大学教授
- 辻原俊博 - 国土交通省国土計画局長、駐クウェート大使
- 土井勝二 - 運輸省運輸政策局長、大臣官房長
- 冨安泰一郎 - デジタル庁統括官
- 中村英正 - 子ども家庭庁官房長
- 中山泰則 - 駐トロント総領事、駐ギリシャ大使
- 西林万寿夫 - 駐サンパウロ総領事、駐キューバ大使、駐ギリシャ大使
- 原田有造 ‐ 駐カザフスタン大使
- 林正和 - 財務事務次官
- 林﨑理 - 総務省自治税務局長、大臣官房長、自治財政局長、消防庁長官、内閣官房まち・ひと・しごと創生本部事務局地方創生総括官、内閣官房参与（地方創生担当）
- 古沢知之 - 金融庁企画市場局長
- 細谷龍平 - 駐マダガスカル大使
- 堀内斉 - 財務省主計局主計官
- 牧元幸司 - 宮崎県副知事、林野庁次長、林野庁長官、農林水産省農村振興局長
- 正木靖 - 外務省欧州局長、駐欧州連合政府代表部大使
- 桝田好一 - 警察庁交通局長
- 松永大介 - 駐ドバイ総領事、駐エディンバラ総領事、駐エチオピア大使
- 松元崇 - 内閣府政策統括官（経済社会システム担当）、大臣官房長、内閣府事務次官
- 宮本融 - 元通商産業省基礎産業局化学品安全課長補佐、元北海道大学特任准教授、自民党北海道第4区支部長
- 宮川晃 - 厚生労働省職業能力開発局長、雇用環境・均等局長、厚生労働審議官
- 森口泰孝 - 文部科学省研究開発局長、科学技術・学術政策局長、大臣官房長、文部科学審議官、文部科学事務次官
- 山名規雄 - 独立行政法人造幣局理事長
- 山本条太 - 駐ヒューストン総領事、内閣府国際平和協力本部事務局長、駐フィンランド大使、関西担当大使
- 和田充広 - 駐クロアチア大使

### 法曹
- 小野瀬厚 - 仙台高等裁判所長官
- 小山太士 - 大阪高等検察庁検事長、札幌高等検察庁検事長
- 河瀬季 - 弁護士、モノリス法律事務所代表弁護士
- 菊池洋一 - 広島高等裁判所長官
- 榊原拓紀 - 弁護士
- 鶴岡稔彦 - 知的財産高等裁判所部総括判事
- 長嶺安政 - 最高裁判所裁判官、前駐イギリス大使
- 林道晴 - 最高裁判所裁判官
- 平山賢太郎 - 弁護士、九州大学法科大学院講師
- 山口厚 - 最高裁判所裁判官[1]

### 学術

#### 自然科学
- 青木秀夫  - 東京大学名誉教授（物性物理学）
- 赤松茂 - 法政大学工学部システム制御工学科教授
- 岩崎渉 - 東京大学大学院教授（バイオインフォマティクス）
- 卜部東介 - 茨城大学理学部教授（代数幾何学）
- 生出勝宣 - 高エネルギー加速器研究機構教授（加速器科学）
- 金澤雄一郎 - 筑波大学名誉教授（統計学）
- 鎌田浩毅 - 京都大学大学院人間・環境学研究科教授（相関環境学専攻）
- 川瀬成一郎 - 防衛大学校理工学研究科教授（航空宇宙工学）
- 児玉龍彦 - 東京大学先端科学技術研究センター教授（システム生物医学）
- 近藤滋 - 大阪大学大学院生命機能研究科教授（分子生物学）
- 阪本成一 - 宇宙航空研究開発機構宇宙科学研究本部教授
- 篠原修 - 東京大学大学院工学系研究科教授、土木設計家
- 白井克彦 - 早稲田大学総長
- 曽根悟 - 東京大学名誉教授、元工学院大学工学部教授（電気工学、鉄道工学専攻）
- 高柳広 - 東京医科歯科大学大学院教授（分子情報伝達学）
- 橘和夫 - 東京大学大学院理学系研究科・理学部（有機化学）教授
- 中村栄一 - 東京大学大学院理学系研究科・理学部教授（化学専攻）
- 鳩山紀一郎 - 長岡技術科学大学特任准教授（社会基盤学専攻）
- 花岡文雄 - 学習院大学理学部教授（分子生物学）
- 浜窪隆雄 - 東京大学先端科学技術研究センター教授（生命大部門）
- 藤井恵介 - 東京教授・同総合研究博物館建築史部門主任（建築史）
- 松浦克美 - 首都大学東京都市教養学部教授（環境微生物学）
- 宮健三 - 慶應義塾大学大学院理工学研究科総合デザイン工学教授、ITER安全規制検討会座長
- 宮沢与和 - 九州大学大学院工学研究院教授（飛行力学）
- 望月新一（中学のみ） - 京都大学数理解析研究所教授（数論幾何学、遠アーベル幾何学）
- 吉岡斉 - 九州大学大学院比較社会文化研究院教授（科学史）
- 美添泰人 - 青山学院大学経済学部教授（統計学）

#### 社会科学
- 赤林英夫 - 慶應義塾大学教授（経済学）
- 石田淳 - 東京大学大学院総合文化研究科教授（国際政治学）
- 伊藤隆敏 - コロンビア大学国際公共政策大学院教授、一橋大学名誉教授（国際金融、マクロ経済学）
- 稲増龍夫 - 法政大学教授（社会学）
- 植田和男 - 第32代日本銀行総裁、日本銀行政策委員会審議委員、元東京大学経済学部長
- 植村栄治 - 慶應義塾大学大学院法務研究科教授（行政法）
- 内田和成 - 早稲田大学商学学術院教授、早稲田大学名誉教授
- 江橋崇 - 法政大学法学部教授（憲法）
- 岡山裕 - 慶應義塾大学教授（政治学）
- 奥田仁 - 北海学園大学名誉教授（地域経済学）
- 金子勝 - 慶應義塾大学名誉教授（経済学）
- 金子宗徳 - 里見日本文化学研究所所長、亜細亜大学非常勤講師（日本政治思想史）
- 鎌田薫 - 早稲田大学総長、法務研究科教授（民法）
- 神谷万丈 - 防衛大学校総合安全保障研究科教授
- 加毛明 - 東京大学大学院法学政治学研究科准教授（民法）
- 川島真 - 東京大学大学院総合文化研究科教授（アジア政治外交史）
- 川本明 - 慶應義塾大学経済学部特任教授（現代日本経済論）
- 岸井大太郎 - 法政大学教授（経済法）
- 橘川武郎 - 一橋大学名誉教授、東京大学名誉教授（日本経営史）
- 久保茂樹 - 青山学院大学法学部教授（行政法）
- 黒沼悦郎 - 早稲田大学大学院法務研究科教授（会社法・証券取引法）、金融審議会臨時委員
- 小島武仁 - スタンフォード大学准教授（ゲーム理論）
- 小林秀之 - 一橋大学名誉教授、元上智大学教授（民事訴訟法）
- 小林正弥 - 千葉大学法経学部教授（政治哲学）
- 今野元 - 愛知県立大学教授（政治学）
- 宍戸常寿 - 東京大学大学院法学政治学研究科教授（憲法）
- 城山英明 - 東京大学大学院法学政治学研究科教授（国際行政学）
- 杉田敦 - 法政大学法学部教授（政治理論）
- 高橋滋 - 一橋大学名誉教授（行政法）
- 田中辰雄 - 慶應義塾大学経済学部教授（計量経済学）
- 内藤正典 - 同志社大学大学院グローバル・スタディーズ研究科教授、一橋大学名誉教授（地球社会研究、イスラム）
- 中谷和弘 - 東京大学大学院法学政治学研究科教授（国際法）
- 原陽一 - 立命館大学経営学部教授
- 菱田雄郷 - 東京大学大学院法学政治学研究科教授（民事訴訟法）
- 福田有広 - 東京大学大学院法学政治学研究科助教授（政治学史）
- 藤本隆宏 - 早稲田大学大学院経営管理研究科ビジネス・ファイナンス研究センター研究院教授（技術経営MOT）、東京大学名誉教授（技術・生産管理、進化経済学）
- 古矢旬 - 東京大学大学院総合文化研究科教授（アメリカ政治外交史）
- 牧野邦昭 - 慶應義塾大学経済学部教授（経済史）
- 牧原出 - 東京大学先端科学技術研究センター教授（行政学）
- 松村良之 - 北海道大学名誉教授（法社会学）
- 丸楠恭一 - 関西学院大学国際学部教授
- 水岡不二雄 - 一橋大学名誉教授（経済地理学）
- 水野謙 - 学習院大学教授（民法）
- 森肇志 - 東京大学大学院法学政治学研究科教授（国際法）
- 森村進 - 一橋大学名誉教授（法哲学）
- 安田洋祐 - 大阪大学大学院准教授（ミクロ経済学、ゲーム理論）
- 山口真一 - 国際大学GLOCOM准教授（計量経済学）
- 山田誠一 - 神戸大学大学院法学研究科教授（民法）
- 山田昌弘 - 中央大学文学部教授（家族社会学）
- 吉岡知哉 -  立教大学総長　法学部政治学科教授（政治学）
- 吉川洋 - 立正大学学長、東京大学名誉教授（マクロ経済学）
- 吉田文和 - 愛知学院大学経済学研究科教授、北大名誉教授（環境経済学）
- 若林幹夫 - 早稲田大学教育・総合科学学術院教授（都市社会学）
- 和田俊憲 - 東京大学大学院法学政治学研究科教授（刑法）

#### 人文科学
- 東浩紀 - ゲンロン代表取締役社長兼編集長（哲学者、批評家）
- 尼ヶ崎彬 - 学習院女子大学名誉教授（舞踏史）
- 粟屋憲太郎 - 立教大学文学部教授（日本現代史）
- 飯吉透 - 京都大学高等教育研究開発推進センター教授（教育学）
- 石井洋二郎 - 中部大学教授、東京大学理事・副学長（フランス文学専攻）
- 稲垣直樹 - 京都大学名誉教授（フランス文学）
- 伊藤一郎 - 東海大学文学部教授（近代文学）
- 上田紀行 - 東京工業大学大学院社会理工学研究科教授（文化人類学）
- 上野一彦 - 東京学芸大学名誉教授（教育学）
- 大久保喬樹 - 東京女子大学現代教養学部教授（比較文学）
- 落合一泰 - 明星大学学長、一橋大学名誉教授（相関文明論、文化人類学）
- 落合仁司 - 同志社大学経済学部教授（宗教学、数理神学）
- 笠原潔 - 放送大学教授（西洋音楽史）
- 糟谷憲一 - 一橋大学名誉教授（朝鮮史）
- 門脇俊介 - 元東京大学大学院総合文化研究科・教養学部教授（哲学）
- 加納啓良 - 東京大学東洋文化研究所教授
- 清真人 - 近畿大学文芸学部教授（哲学）
- 久保亨 - 信州大学人文学部教授（中国近現代史）
- 久保陽一 - 駒澤大学名誉教授（哲学、ドイツ観念論）
- 熊倉功夫 - MIHO MUSEUM館長（日本文化史・茶道史）
- 熊倉千之 - 金城学院大学教授（日本文学）
- 小国喜弘 - 東京大学大学院教育学研究科教授（教育実践史）
- 小林茂 - 早稲田大学文学学術院教授（フランス文学）
- 佐久間淳一 - 名古屋大学大学院人文社会研究科教授（言語学、フィンランド語）
- 櫻井哲男 - 阪南大学国際観光学部教授（音楽学）
- 塩出浩之 - 京都大学大学院文学研究科教授（日本近代史）
- 篠原琢 - 東京外国語大学大学院総合国際学研究院教授（中東欧史）
- 島村輝 - フェリス女学院大学文学部教授（プロレタリア文学）
- 清水哲郎 - 岩手保健医療大学学長（哲学）
- 杉山太郎 - 明星大学人文学部教授（中国演劇）
- 鈴木晶 - 法政大学名誉教授（文化批評、精神分析）
- 高橋薫 - 中央大学法学部教授（フランス文学）
- 田崎英明 - 立教大学現代心理学部教授（哲学、ジェンダー論）
- 田尻芳樹 - 東京大学大学院総合文化研究科・教養学部准教授（英文学）
- 戸田山和久 - 名古屋大学大学院情報科学研究科教授（科学哲学）
- 中井和夫 - 東京大学大学院総合文化研究科・教養学部教授（地域文化研究専攻）
- 沼野充義 - 名古屋外国語大学 教授・副学長、東京大学教授（現代文芸論）
- 平石貴樹 - 東京大学大学院人文社会系研究科・文学部教授（英米文学）
- 廣瀬浩司 - 筑波大学人文社会科学研究科教授（フランス哲学）
- 藤原克巳 - 東京大学大学院人文社会系研究科・文学部教授（国文学）
- 船木亨 - 専修大学文学部教授（哲学）
- 松田直 - 群馬大学教育学部教授（障害児教育）
- 諸川春樹 - 多摩美術大学教授（西洋美術史）
- 山崎有恒 -　立命館大学文学部教授（日本近代史）
- 與那覇潤 -　愛知県立大学日本文化学部准教授（日本近代史）
- 四方田犬彦 - 明治学院大学教授、映画研究者、文芸評論家
- 渡辺公三 - 立命館大学大学院先端総合学術研究科教授（文化人類学）
- 渡辺恒夫 - 東邦大学名誉教授（発達心理学）
- 渡部泰明 - 東京大学大学院人文社会系研究科・文学部（国文学）教授

### 医学
- 石川善樹 - 医学博士、株式会社キャンサースキャン イノベーションディレクター
- 加藤友朗 - コロンビア大学付属病院肝小腸移植外科部長
- 門脇孝 - 虎の門病院院長、東京大学医学部附属病院院長
- 黒川峰夫 -  東京大学大学大学院医学系研究科血液・腫瘍病態学教授
- 下濱俊 - 札幌医科大学名誉教授（神経内科学講座）
- 瀬尾拡史 - 医療CGプロデューサー、医師
- 高戸毅 - 東京大学大学大学院医学系研究科外科学専攻感覚・運動機能医学講座口腔顎顔面外科学教授
- 土屋了介 - 国立がんセンター中央病院長、外科医
- 平井久丸 - 東京大学大学院医学系研究科教授
- 広瀬宏之 - 横須賀市療育相談センター所長、小児精神科医
- 古川哲史 - 東京医科歯科大学難治疾患研究所教授

### 教育
- 晴山陽一 - 英語教育研究者、作家
- 本間正人 - 特定非営利活動法人学習学協会代表理事
- 山本浩司 - 司法書士、早稲田セミナー専任講師
- 米谷達也 - 学習塾講師

### 文学
- 稲垣理一郎 - 漫画家
- 越前敏弥 - 翻訳家
- 小浜逸郎 - 評論家
- さがら総 - 作家
- 瀧井宏臣 - ルポライター
- 矢作俊彦 - 作家、漫画家

### 建築
- 澤岡清秀 - 建築家、工学院大学名誉教授
- 富永譲 - 建築家

### 実業
- 井川意高 - 大王製紙会長
- 梅澤高明 - A.T.カーニー日本法人代表
- 岡村信悟 - ディー・エヌ・エー社長
- 片野大輔 - YCP Japan代表取締役
- 上西郁夫 - オリエントコーポレーション社長
- 倉林啓士郎 - イミオ社長
- 近藤章 - 国際協力銀行総裁
- 齋藤宏 - みずほコーポレート銀行会長
- 佐久間総一郎 - 日本国際紛争解決センター理事長、地球産業文化研究所理事長、日鉄ソリューションズ顧問
- 真貝康一 - JR貨物会長、日本物流団体連合会会長
- 高橋直大 - AtCoder代表取締役
- 塚本隆史 - みずほフィナンシャルグループ社長
- 冨田哲郎 - JR東日本会長、経団連副会長
- 冨山和彦 - 経営共創基盤代表取締役CEO
- 野村直之 - メタデータ社長
- 藤本真樹 - グリー取締役最高技術責任者、デジタル庁最高技術責任者
- 細川知正 - 日本テレビ会長
- 堀紘一 - ドリームインキュベータ社長
- 町田治之 - 元ソニー・ピクチャーズエンタテインメント社長、元緑資源機構理事長
- 水越浩士 - 神戸製鋼会長
- 米山維斗 - ケミストリー・クエスト株式会社代表取締役

### 文化・芸能
- ケン・イシイ - テクノミュージシャン
- トーゴ・イガワ - 俳優
- 高萩宏 - 演劇制作者
- たてかべ和也 - 声優
- 谷貴矢 - 演出家、宝塚歌劇団所属
- 野田秀樹 - 演出家
- 本田創 - 文筆家
- 益子遼祐 - 折り紙アーティスト
- 宮城聰 - 演出家
- 森下唯 -  ピアニスト
- 森田舜 - 俳優
- 森林原人 -  AV男優
- 矢崎滋 - 俳優
- 渡邊順生 - チェンバロ奏者

### 宗教
- 福田崇 - 宣教師、国際ウィクリフ聖書翻訳協会アジア大洋州地区総主事

### スポーツ
- 廣崎圭 – サッカー選手
- 古山貴基 – 躰道選手

### マスコミ
- 石井裕 - NHKアナウンサー
- 池田裕行 - TBS報道記者
- 岩本仁志 - テレビドラマディレクター、映画監督
- 小山田春樹 - 元日本テレビアナウンサー、現京都市会議員
- 片岡飛鳥 - フジテレビプロデューサー
- 神原孝 - フジテレビプロデューサー
- 坪倉善彦 - NHKアナウンサー
- 増田明男 - フジテレビ解説委員、元アナウンサー
- 松平定知 - 元NHKアナウンサー
- 村山喜彦 - 日本テレビアナウンサー
- 山口敬之 - TBSワシントン支局長

### その他
- 副島真（英語版） - 競技プログラマー
- 孫翰岳 - 国際地学オリンピック金メダリスト